# Brugal 1888
Brugal 1888 — доминиканский ром, производимый компанией Brugal & Co. Изготовлен и назван в честь года создания производства. Крепость напитка — 40 %.

## Характеристики
Бутылка оплетена сетью. Эту идею создатели напитка привезли из Индии, где материал использовался для хранения изысканных продуктов. Бутылка украшена эмблемами наград, которые получил ром. На каждой емкости указан номер бочки, в которой выдерживался напиток. Бутылки бывают разного объема.
Цвет рома — темно-янтарный с красноватыми оттенками. Аромат пряный с преобладанием корицы, оттенками темного шоколада, кофе и сухофруктов. Вкус мягкий, с древесными и ореховыми оттенками, с легкими нотами карамели. Послевкусие долгое, с нотами кофе и сухофруктов. Ром употребляется со льдом и в коктейлях. Рекомендуемая температура подачи Brugal 1888 — от +24 до +26 градусов.

## Производство
Ром выпускается ежегодным ограниченным тиражом.
Для придания напитку новых вкусовых свойств осуществляется двойная дистилляция и выдержка в двух типах дубовых бочек. Ром сначала выдерживают в бочках из американского белого дуба в течение восьми лет, а затем в испанских хересных бочках до 6 лет. Кстати, в аналогичных емкостях выдерживают виски Macallan. Для изготовления Brugal 1888 смешиваются разные спирты с выдержкой от 8 до 14 лет.

## История производства и зонтичного бренда Brugal
Во второй половине 19-го века Дон Андрес Бругал Монтанер, гражданин Испании, эмигрировал из Испании на Кубу, а затем переехал в Доминиканскую Республику и поселился в Пуэрто-Плате. В 1888 Андрес основал компанию по производству рома — Brugal & Co.
В 1920 году были построены первые склады компании для выдержки рома в дубовых бочках из-под бурбона. D 1952 году был создан Brugal Añejo. В 1976 году компания начала выпуск рома премиум-класса Extra Viejo. В 81-м стартовал экспорт продукции в США. Пять лет спустя появилось производство в Пуэрто Плато. В 1996 начинается компания начинает экспорт продукции в Испанию. Brugal 1888 был представлен в 1988 году и посвящен 100-летию компании.Через 10 лет — в 2008 — компания объединилась с Edrington. Спустя 5 лет началось производство рома Papá Andrés, получившего мировые награды.